# Лахш (район Лахш)
Лахш (тадж. Лахш, до марта 2022 г. — Сарикенджа) — село в сельском джамоате Лахши Боло Лахшского района. Административный центр джамоата — Лахши Боло (Верхний Лахш). Расстояние от села до центра района — 50 км. Население — 2096 человек (2017 г.), таджики.